# Marinho Peres
Pour les articles homonymes, voir Peres.
Mário Peres Ulibarri, surnommé  Marinho Peres, né le 19 mars 1947 à Sorocaba (Brésil) et mort le 18 septembre 2023 est un footballeur brésilien. Il joue défenseur central, notamment avec le SC Internacional et l'équipe du Brésil.

## Carrière de joueur
- 1965 - 1967: São Bento ( Brésil)
- 1967 - 1971: Portuguesa de Desportos ( Brésil)
- 1972 - 1974: Santos FC ( Brésil)
- 1974 - 1975: FC Barcelone ( Espagne)
- 1976 - 1977: SC Internacional ( Brésil)
- 1977 - 1980: Galicia ( Brésil)
- 1980 - 1981: América Football Club ( Brésil)

## Carrière en équipe nationale
Marinho dispute sept matches de la Coupe du monde de football de 1974 avec l’équipe du Brésil (quatrième place). Il est sélectionné 15 fois (3 non officielles) dans l’équipe du Brésil et marque un but.

## Palmarès
- Champion de l'État de São Paulo en 1973 avec Santos FC
- Champion du Brésil en 1976 avec SC Internacional
- Champion de l'État du Rio Grande do Sul en 1976 avec SC Internacional

Il meurt le 18 septembre 2023.